# Лонка (Підкарпатське воєводство)
Лонка (пол. Łąka) — село в Польщі, у гміні Тшебовнисько Ряшівського повіту Підкарпатського воєводства.
Населення — 1924 особи (2011).

## Історія
Село віддане в 1354 р. королівському слузі Яну Пакославичу, прозваному пізніше Яном Ряшівським.
За податковим реєстром 1589 р. село входило до Тичинської округи Перемишльської землі Руського воєводства, у селі було 10 ланів (коло 250 га) оброблюваної землі, 2 корчми, 10 загородників, 8 коморників з тягловою худобою.
У 1772—1918 рр. село входило до Австрійської імперії. На той час унаслідок півтисячоліття латинізації та полонізації українці лівобережного Надсяння опинилися в меншості. Українці-грекокатолики належали до парафії Залісє Каньчузького деканату Перемишльської єпархії. Востаннє вони (троє парафіян) фіксуються в селі в шематизмі 1849 р. і в наступному шематизмі (1868 р.) згадка про Лонку вже відсутня.
Відповідно до «Географічного словника Королівства Польського» в 1884 р. Лонка знаходилась у Ряшівському повіті Королівства Галичини і Володимирії, було 1387 мешканців, переважно римо-католики.
У міжвоєнний період село входило до ґміни Тшебовнісько Ряшівського повіту Львівського воєводства Польщі.
У 1975-1998 роках село належало до Ряшівського воєводства.

## Демографія
Демографічна структура станом на 31 березня 2011 року:
|          | Загалом | Допрацездатний вік | Працездатний вік | Постпрацездатний вік |
| -------- | ------- | ------------------ | ---------------- | -------------------- |
| Чоловіки | 898     | 202                | 615              | 81                   |
| Жінки    | 1026    | 184                | 630              | 212                  |
| Разом    | 1924    | 386                | 1245             | 293                  |